# Stones At The Max
Stones At The Max är en konsert-film av Rolling Stones som spelades in 1990 under "Urban Jungle tour". Filmen har även visats på IMAX-biografer världen över.

## Låtlista
1. Start Me Up
2. Sad, Sad, Sad
3. Rock
4. Tumbling Dice
5. Ruby Tuesday
6. Rock And A Hard Place
7. Honky Tonk Women
8. You Can't Always Get What You Want
9. Happy
10. Paint It Black
11. 2,000 Light Years From Home
12. Sympathy For The Devil
13. Street Fighting Man
14. It's Only Rock 'N' Roll (But I Like It)
15. Brown Sugar
16. (I Can't Get No) Satisfaction